# Popeyes
Popeyes Louisiana Kitchen, Inc. – amerykańska sieć barów szybkiej obsługi sprzedająca głównie smażonego kurczaka i kanapki z kurczakiem.

## Historia
Pierwsza restauracja pod nazwą "Chicken on the Run" została otwarta 12 czerwca 1972 w Arabi na przedmieściach Nowego Orleanu w Luizjanie, miała ona konkurować z KFC, lecz została zamknięta po kilku miesiącach działalności. Cztery dni później właściciel Al Copeland otworzył w tym samym miejscu restaurację pod nazwą "Popeyes Mighty Good Chicken", nazwa została zmieniona w 1975 r. na "Popeyes Famous Fried Chicken". Rok później została otwarta pierwsza restauracja w modelu franczyzowym. Pierwsza restauracja poza granicami USA została otwarta w 1984 roku w Toronto.
W 2017 roku Popeyes zostało zakupione przez Restaurant Brands International za kwotę 1,8 mld dolarów.
W 2021 roku działało 3705 restauracji Popeyes.

## Popeyes w Polsce
7 lipca 2023 roku w Pasażu Grunwaldzkim we Wrocławiu została otwarta pierwsza restauracja Popeyes w Polsce. 28 lipca 2023 kolejny lokal pod szyldem Popeyes został otwarty w Szczecinie, we wrześniu tego samego roku otwarto restaurację w Złotych Tarasach w Warszawie a 21 grudnia 2024 w Mogilanach pod Krakowem. W Poznaniu restauracja otwarta została 1 sierpnia 2024 roku. W Gdyni znana sieć otworzyła swoją restaurację 15 listopada 2024 roku. 14 marca 2025 została otwarta również w Oleśnicy.
7 marca 2025 roku otwarto Popeyes w Wałbrzychu. 

## Galeria

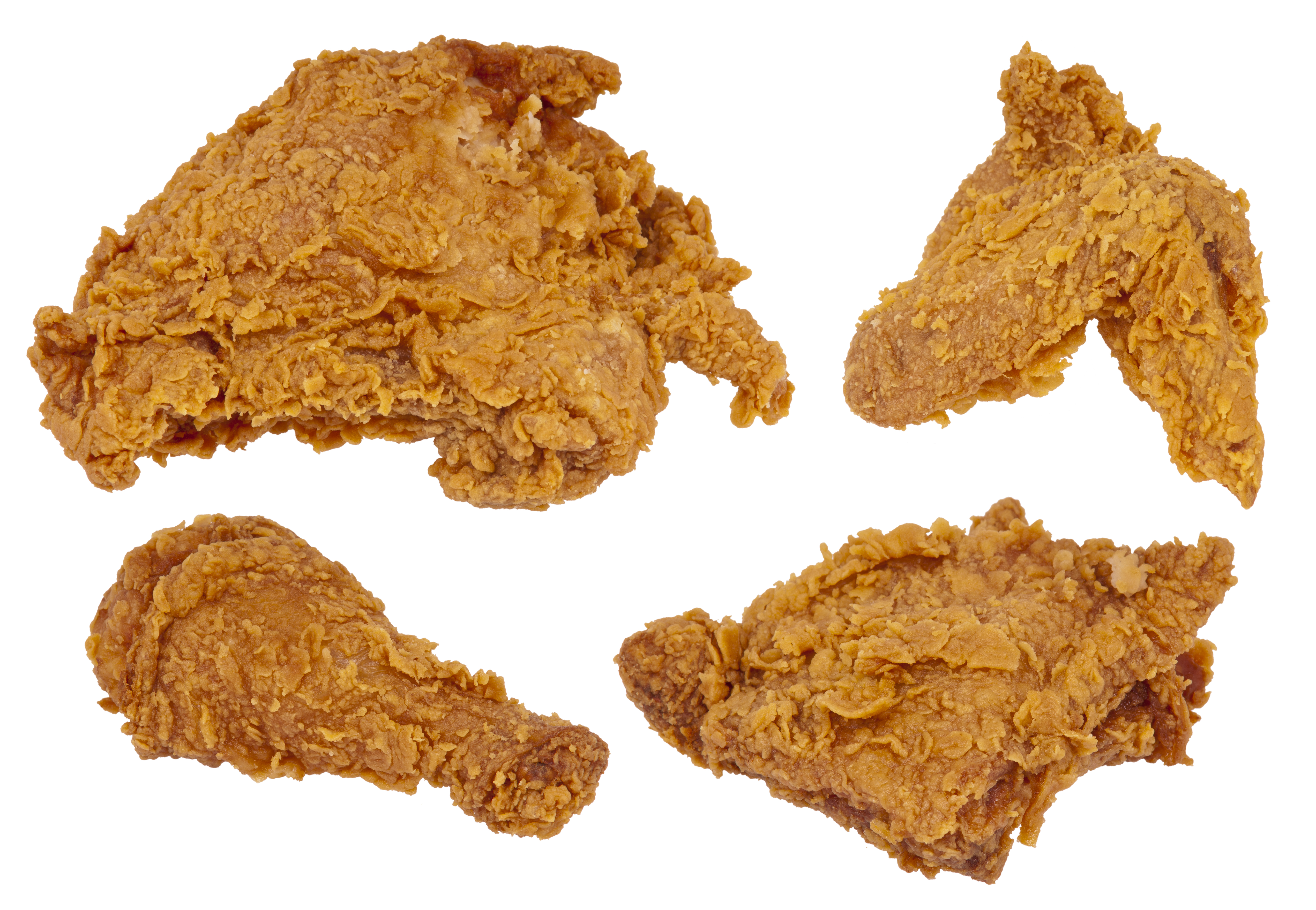
Popeyes classic signature chicken
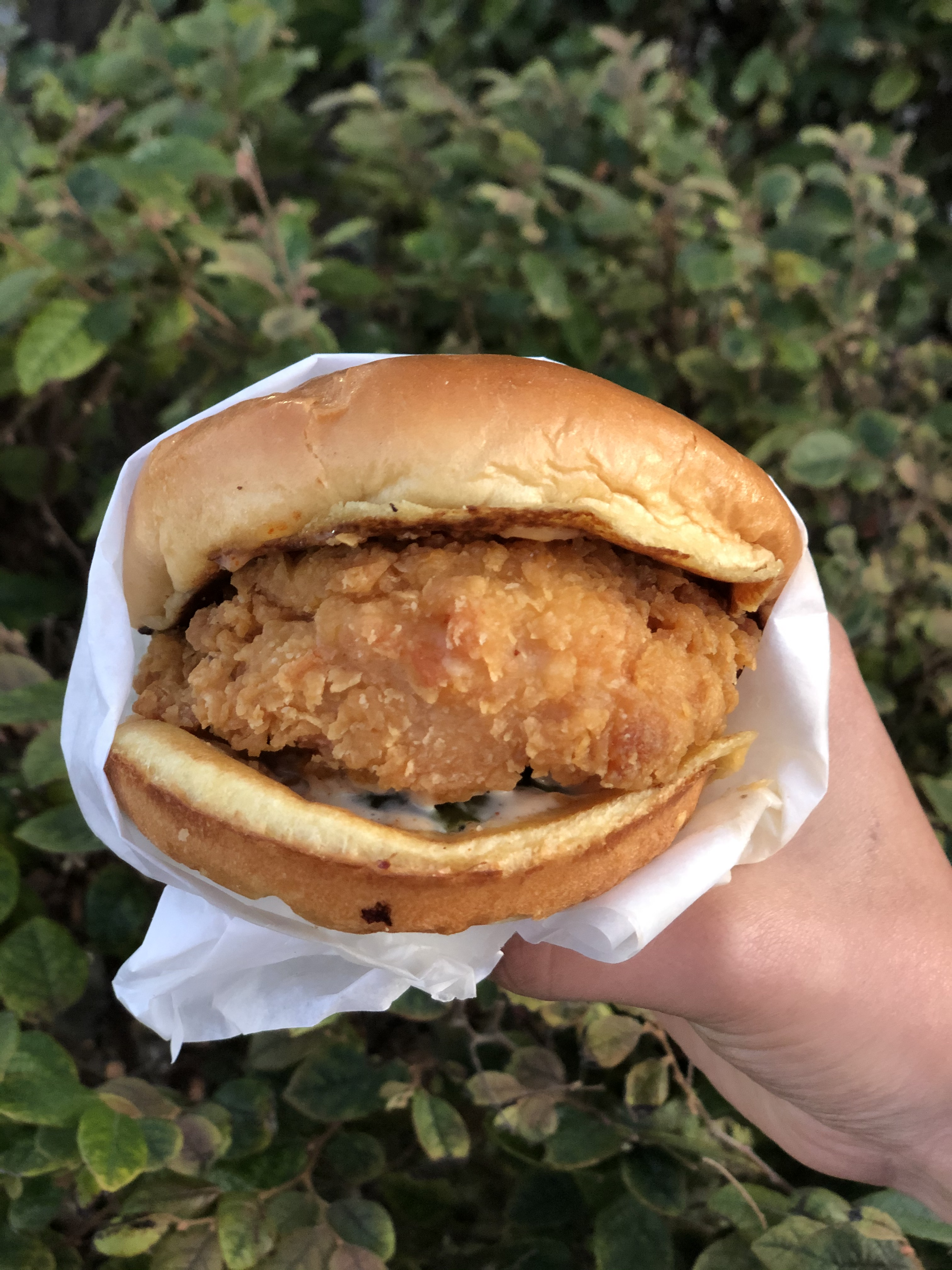
Popeyes chicken sandwich
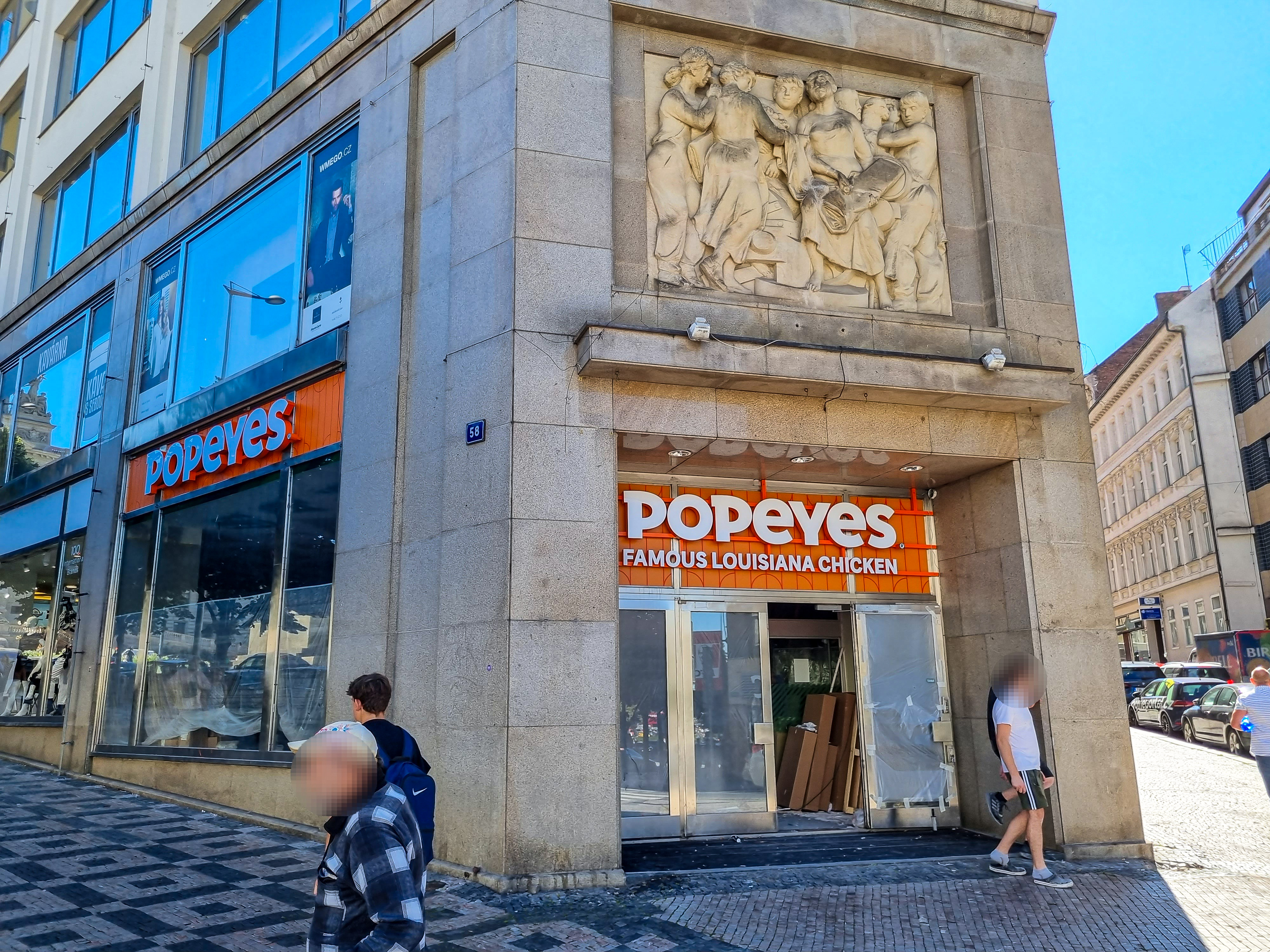
Popeyes w Pradze
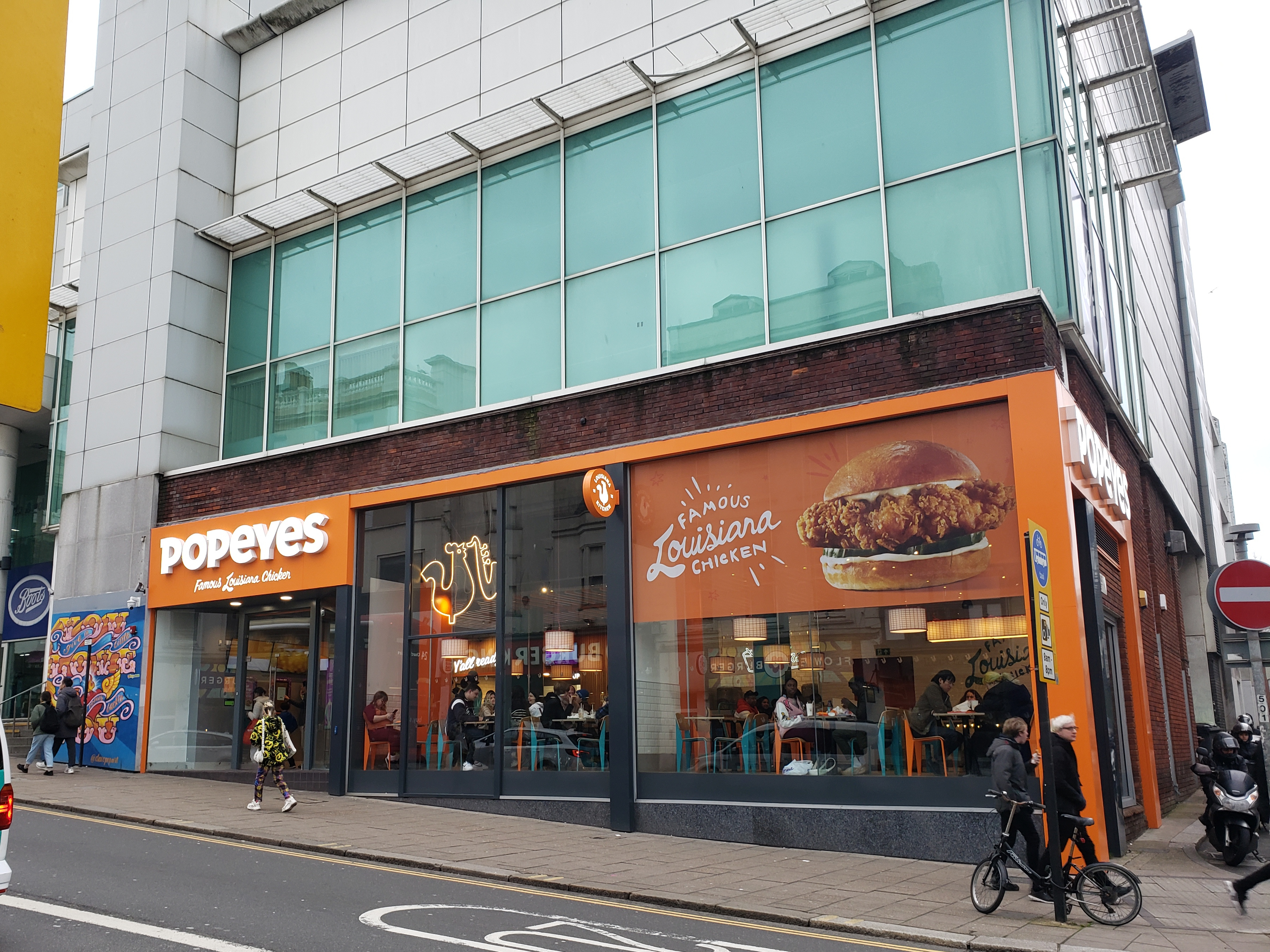
Popeyes w Brighton